# Gohar Ali Khan
Gohar Ali Khan (Buner, 15 de abril de 1971) es un abogado y político pakistaní que se desempeñó como presidente del partido político Movimiento por la Justicia de Pakistán (PTI), desde el 2 de diciembre de 2023. Anteriormente se desempeñó como Comisionado Jefe Electoral del partido desde el 15 de julio de 2023 hasta el 30 de noviembre de 2023.
Se unió al PTI en 2022, antes de lo cual estuvo afiliado al Partido del Pueblo Pakistaní durante 14 años.

## Temprana edad y educación
Khan nació en Buner, Pakistán. Su padre, Abdur Rauf Khan, originario de Buner, sirvió dos veces como miembro de la Asamblea Provincial de la Provincia de la Frontera Noroeste y fue el primer miembro legislativo del Parlamento de Buner.
Se mudó al Reino Unido para obtener su título de licenciatura en leyes en la Universidad de Wolverhampton en 1997. Luego fue llamado al Colegio de Abogados de Inglaterra y Gales por la Honorable Sociedad de Lincoln's Inn en 2001. También obtuvo su título de máster en derecho en la Facultad de Derecho de la Universidad de Washington en 2004.

## Carrera política
Se postuló para la Asamblea Nacional de Pakistán desde NA-28 Buner como candidato del Partido del Pueblo Pakistaní (PPP) en las elecciones generales de Pakistán de 2008, pero no tuvo éxito. Recibió 27.532 votos y fue derrotado por Abdul Matin Khan, candidato del Partido Nacional Awami (ANP).
El 3 de julio de 2022, se unió al partido Movimiento por la Justicia de Pakistán (PTI) en presencia de Imran Khan, Pervez Khattak y Asad Qaiser.
El 15 de julio de 2023, fue nombrado Comisionado Jefe Electoral del PTI. Ocupó este cargo hasta que dimitió el 30 de noviembre de 2023 debido a su nominación a la presidencia del partido.
El 2 de diciembre de 2023 fue elegido presidente del PTI. Imran Khan, el presidente anterior, decidió no impugnar debido a problemas legales en el caso de referencia de Toshakhana.
El 22 de diciembre de 2023, fue destituido de la presidencia del PTI debido a que la Comisión Electoral de Pakistán declaró nulas las elecciones intrapartidistas del partido.Sin embargo, la orden de expulsión fue suspendida por el Tribunal Superior de Peshawar el 26 de diciembre de 2023.